# 山添利作
山添 利作（やまぞえ りさく、1903年2月14日 - 1979年7月7日）は、日本の農林官僚。農林事務次官を務め、退官後は農林漁業金融公庫総裁や日銀政策委員などを歴任した。長女・祥子の夫は参議院議員・衆議院議員を務めた藤井裕久。

## 人物
京都府与謝郡岩滝町（現与謝野町）で父・山添小三郎、母・たかの次男として生まれる。1920年、京都府立宮津中学校を卒業し、第一高等学校仏法学科へ入学。1923年、一高を卒業し、東京帝国大学へ進学。在学中に高等試験行政科を合格し、1926年に農林省へ入省した。戦前から戦後に至るまで、蚕糸局での勤務が長く蚕糸行政には最も長く関与している。また戦後の農地改革では、その立案と実施に行政の責任者として取り組んだ。

## 略歴
- 1923年3月 - 第一高等学校卒業
- 1923年4月 - 東京帝国大学法学部法律学科入学
- 1925年11月 - 高等試験行政科合格
- 1926年3月 - 東京帝国大学卒業
- 1926年4月 - 農林省入省　（畜産組合並びに家畜保健に関する事務取扱い）
- 1931年5月 - 東京営林局兼山林局勤務
- 1932年8月 - 農林省蚕糸局勤務
- 1935年7月 - 農林省大臣官房文書課勤務（兼水産局）
- 1937年5月 - 農林省農務局肥料課長
- 1937年10月 - 農林省蚕糸局糸政課長
- 1941年12月 - 農林省大臣官房秘書課長
- 1944年2月 - 熊本営林局長
- 1944年4月 - 大阪営林局長
- 1945年4月 - 農商省繊維局長
- 1945年8月 - 農林省蚕糸局長
- 1946年5月 - 農林省農政局長
- 1949年6月 - 農林省農地局長
- 1950年6月 - 農林水産事務次官
- 1953年4月 - 農林漁業金融公庫総裁
- 1958年～1967年 - 日本銀行政策委員
- 1961年5月 - 農政調査委員会理事長
- 1963年9月 - 大日本蚕糸会会頭